# Cladocolea alternifolia
Cladocolea alternifolia là một loài thực vật có hoa trong họ Loranthaceae. Loài này được (Eichler) Kuijt mô tả khoa học đầu tiên năm 2003.